# Edith Barrett
Edith Barrett (nacida como Edith Barrett Williams; 19 de enero de 1907 – 22 de febrero de 1977) fue una actriz estadounidense. Fue una estrella romántica en Broadway y en el Little Theatre Movement de Nueva Inglaterra desde mediados de los años veinte hasta finales de los treinta. Su repertorio incluía obras de James M. Barrie, William Shakespeare, Noël Coward, Robert Browning, A.A. Milne y George Bernard Shaw. Entre sus obras cinematográficas más conocidas figuran I Walked with a Zombie (1943), Ruthless (1948) y Jane Eyre (1943).

## Biografía
Nacida en Roxbury, Massachusetts, Barrett era hija de Marshall S. P. Williams y Edith Barrett Williams y nieta del dramaturgo estadounidense del siglo 19 Lawrence Barrett. Entró en el mundo del espectáculo a los 16 años en una puesta en escena de Cyrano de Bergerac, de Walter Hampden. A los 19 años, en 1926, actuó con Hampden en Caponsacchi. En la década de 1930, formó parte del reparto de la compañía Mercury Theatre de Orson Welles.
Mientras interpretaba a Sibil en la producción de 1937 de The Shoemaker's Holiday, conoció al protagonista Vincent Price. Ambos se casaron en 1938. Barrett se trasladó al sur de California con su esposo a finales de 1939 y en 1940 nació el único hijo de la pareja, el escritor, poeta y activista medioambiental Vincent Barrett (V. B.) Price. Su matrimonio terminó en 1948.
A menudo se menciona a Barrett en la troika de estrellas de Broadway de la década de 1930 junto a Eva Le Gallienne, Katherine Cornell y, en ocasiones, Helen Gahagan. Sus papeles más famosos incluyen Pompelia, su primer papel protagonista, en Caponsacchi, que se representó durante cinco temporadas, y como Sara Moonlight en la obra de 1929 Mrs. Moonlight, de Benn Levy, con la que recorrió el país, actuando más de 500 veces. Tras el estreno, el New York Times publicó una crítica de su actuación con el titular "A Star Is Born".
En 1934, interpretó a Anne Brontë en el estreno de la obra de Dan Totheroh Moor Born sobre las hermanas Brontë. Dos años más tarde, fue elegida para interpretar a Katherine O'Shea, la protagonista romántica del drama Parnell, de Elsie Schauffler, sobre el líder nacionalista irlandés Charles Stewart Parnell. El ex crítico teatral del New York Times Brooks Atkinson dijo de este papel que Barrett había hecho “una de sus mejores interpretaciones, si no la mejor, de su carrera”.
En total, los créditos de Barrett en Broadway incluyen Wuthering Heights (1939), The Shoemakers' Holiday (1938), Wise Tomorrow (1937), Parnell (1936), Symphony (1935), Piper Paid (1934), Allure (1934), Moor Born (1934), Strange Orchestra (1933), The Perfect Marriage (1932), Troilus and Cressida (1932), Mrs. Moonlight (1930), Michael and Mary (1929), Becky Sharp (1929), The Phantom Lover (1928), Caponsacchi (1926), The Immortal Thief (1926), King Henry IV, Part I (1926), The Servant in the House (1926), Cyrano de Bergerac (1926), The Merchant of Venice (1925), Hamlet (1925), y Trelawny of the "Wells" (1925).
Tras actuar en Broadway a menudo como heroína romántica, su carrera en Hollywood comenzó como actriz de carácter en 1941 en una película de cine negro dirigida por Charles Vidor, Ladies in Retirement. Interpretó a una de las dos hermanastras medio tontas del personaje homicida de Ida Lupino. Su papel cinematográfico más recordado es posiblemente el de la suegra de Mrs. Holland, Mrs. Rand, en el clásico de culto I Walked with a Zombie (1943), una película a veces descrita como Jane Eyre en el Caribe. Era casi tres años más joven que su "hijo" en esa película (interpretado por Tom Conway). Apareció brevemente en pantalla con Price dos veces en The Song of Bernadette (1943) y de nuevo en Keys of the Kingdom (1944). Al año siguiente fue vista como Mrs. Fairfax en la adaptación de 20th Century-Fox de la verdadera Jane Eyre (1944). Se retiró del cine tras un papel secundario en The Swan (1956), recopilando una filmografía de más de 20 películas.[cita requerida]
A mediados de la década de 1950, Barrett reavivó su carrera en televisión con una serie de apariciones en Alfred Hitchcock Presents. En 1958 interpretó el papel de Sarah Barnhart en un drama de Telephone Time titulado Recipe for Success. Posteriormente actuó en series como Schlitz Playhouse of Stars, Westinghouse Desilu Playhouse, Lux Video Theatre y Northwest Passage.
Barrett dedicó gran parte de su vida a entablar amistad y ayudar a otras actrices de teatro neoyorquinas a las que la transición a la tecnología de la cinemagrafía desmoralizó tanto en su carrera como en su creatividad. A menudo decía de su vacilante carrera en el cine y la televisión que "no le gustaba a la pantalla", dando a entender que no era fotogénica.
Barrett murió a los 70 años en Albuquerque, Nuevo México, cerca de su hijo, V. B. Price, y su familia. Tenía la costumbre de mentir sobre su edad cuando le convenía,[cita requerida] hasta el punto de que el titular de la necrológica del New York Times decía que había muerto a los 64 años.

## Filmografía
| Año  | Título                    | Papel                       | Notas                                                |
| ---- | ------------------------- | --------------------------- | ---------------------------------------------------- |
| 1941 | Ladies in Retirement      | Louisa Creed                |                                                      |
| 1942 | Lady for a Night          | Katherine Alderson          |                                                      |
| 1942 | Give Out, Sisters         | Agatha Waverly              |                                                      |
| 1942 | Get Hep to Love           | Miss Roberts                |                                                      |
| 1942 | You Can't Escape Forever  | Madame Lucille              |                                                      |
| 1943 | I Walked with a Zombie    | Mrs. Rand                   |                                                      |
| 1943 | Always a Bridesmaid       | Mrs. Cavanaugh              |                                                      |
| 1943 | The Ghost Ship            | Ellen Roberts               |                                                      |
| 1943 | The Song of Bernadette    | Croisine Bouhouhorts        |                                                      |
| 1943 | Jane Eyre                 | Mrs. Fairfax                |                                                      |
| 1944 | The Story of Dr. Wassell  | Madre de un niño inglés     | Sin acreditar                                        |
| 1944 | Strangers in the Night    | Ivy Miller                  |                                                      |
| 1944 | The Keys of the Kingdom   | Aunt Polly                  |                                                      |
| 1945 | Molly and Me              | Julia                       |                                                      |
| 1945 | That's the Spirit         | Abigail                     |                                                      |
| 1948 | Ruthless                  | Mrs. Burnside               |                                                      |
| 1949 | The Lady Gambles          | Ruth Phillips               |                                                      |
| 1952 | Holiday for Sinners       | Mrs. Corvier                |                                                      |
| 1956 | The Swan                  | Elsa - Sirvienta de Beatrix |                                                      |
| 1957 | Alfred Hitchcock Presents | Felicia Green               | Temporada 2 Episodio 31: "The Night the World Ended" |
| 1957 | Alfred Hitchcock Presents | Aggie Whiteford             | Temporada 2 Episodio 33: "A Man Greatly Beloved"     |
| 1958 | In Love and War           | Mrs. Lenaine                | Sin acreditar                                        |